# 時園勇
時園 勇 ( 1965年 - ) は、東京生まれの家具デザイナーおよび空間クリエイター。
NYをベースとしたワールドワイドで活躍している建築家トニーチから声が掛かりヒルトン系国内ブランチの照明部門として協力するなど活躍する。
近年では株式会社atmosmithを設立しプロダクトに定まらず店舗オフィス住宅の内外装空間プロデュースを手掛けている。

## 歴史
私立武蔵高等学校卒業
東京藝術大学工芸科彫金科修了
ロンドンに渡りinterior designの視野を広げ海外の展示会に参加
NYICFFにて発表したスツール（swingegg）のデザインの斬新さが注目され様々な媒体に掲載される
以降数年にわたりユニークな作品を発表し続けて照明プロダクトに特化して行く。